# Kabwe Kasongo
Kabwe Kasongo (Kinshasa, 31 luglio 1970) è un ex calciatore della Repubblica Democratica del Congo, di ruolo difensore.

## Biografia
Anche i suoi figli Djo e António sono calciatori.

## Palmarès

### Club

#### Competizioni nazionali
- Coupe de République démocratique du Congo: 2

Motema Pembe: 1993, 1994